# جسی آیزنبرگ
جسی آدام آیزنبرگ (انگلیسی: Jesse Adam Eisenberg؛ زادهٔ ۵ اکتبر ۱۹۸۳) بازیگر و کارگردان آمریکایی است. او با بازی در نقش مارک زاکربرگ، بنیانگذار فیس‌بوک در فیلم شبکه اجتماعی به کارگردانی دیوید فینچر به شهرت رسید که برای او نامزدی بفتا، گلدن گلوب و اسکار را به همراه داشت.
در سال ۲۰۰۹، آیزنبرگ با بازی در فیلم‌های کمدی ترسناک سرزمین زامبی‌ها و کمدی-درام سرزمین ماجراجویی موفقیت خوبی کسب کند. از دیگر فیلم‌های او می‌توان به تقدیم به رم با عشق به کارگردانی وودی آلن، کافه سوسایتی، اکنون مرا می‌بینی و اکنون مرا می‌بینی ۲ اشاره کرد. وی به عنوان صداپیشه در انیمیشن ریو و دنباله آن ریو ۲ ظاهر شد. آیزنبرگ همچنین ایفاگر نقش لکس لوتر در فیلم‌های ابرقهرمانی بتمن در برابر سوپرمن: طلوع عدالت، لیگ عدالت و لیگ عدالت زک اسنایدر است.

## فیلم‌شناسی
| سال  | عنوان                      | نقش                     | توضیحات          |
| ---- | -------------------------- | ----------------------- | ---------------- |
| ۲۰۰۲ | راجر داجر                  | نیک                     |                  |
| ۲۰۰۲ | باشگاه امپراتور            | لوئیس مسعودی            |                  |
| ۲۰۰۴ | روستا                      | جمیسون                  |                  |
| ۲۰۰۵ | ماهی مرکب و نهنگ           | والت برکمن              |                  |
| ۲۰۰۵ | نفرین‌شده                   | جیمی                    |                  |
| ۲۰۰۷ | آموزش چارلی بنکس           | چارلی بنکس              |                  |
| ۲۰۰۷ | جشن شکار                   | بنجامین اشتراوس         |                  |
| ۲۰۰۷ | یک روز مانند باران         | مارک                    |                  |
| ۲۰۰۷ | بیدار زنده                 | مایلز خواکین            |                  |
| ۲۰۰۹ | بعضی از پسران نمی‌روند      | پسر                     | فیلم کوتاه       |
| ۲۰۰۹ | سرزمین ماجراجویی           | جیمز برنان              |                  |
| ۲۰۰۹ | سرزمین زامبی‌ها             | کلمبوس                  |                  |
| ۲۰۱۰ | غلتک‌های مقدس               | سم گلد                  |                  |
| ۲۰۱۰ | اردوگاه جهنم               | دانیل                   |                  |
| ۲۰۱۰ | مرد منزوی                  | دانیل چستون             |                  |
| ۲۰۱۰ | شبکه اجتماعی               | مارک زاکربرگ            |                  |
| ۲۰۱۱ | ریو                        | بلو                     | گوینده           |
| ۲۰۱۱ | ۳۰ دقیقه یا کمتر           | نیک                     |                  |
| ۲۰۱۲ | چرا الان ایستاده‌اید        | الی بلوم                | فیلم کوتاه       |
| ۲۰۱۲ | نمونه‌های مجانی             | تکس                     |                  |
| ۲۰۱۲ | تقدیم به رم با عشق         | جک                      |                  |
| ۲۰۱۳ | او بسیار مشهورتر از تو است | خودش                    |                  |
| ۲۰۱۳ | اکنون مرا می‌بینی           | چی. دانیل «دنی» اتلس    |                  |
| ۲۰۱۳ | حرکات شبانه                | جاش استاموس             |                  |
| ۲۰۱۴ | همزاد                      | سیمون جیمز / جیمز سیمون |                  |
| ۲۰۱۴ | ریو ۲                      | بلو                     |                  |
| ۲۰۱۵ | پایان تور                  | دیوید لیپسکی            |                  |
| ۲۰۱۵ | پرهیاهوتر از بمب‌ها         | جونا                    |                  |
| ۲۰۱۵ | افراط آمریکایی             | مایک                    |                  |
| ۲۰۱۶ | بتمن و سوپرمن: طلوع عدالت  | لکس لوتر                |                  |
| ۲۰۱۶ | اکنون مرا می‌بینی ۲         | جی. دانیل «دنی» اتلس    |                  |
| ۲۰۱۶ | کافه سوسایتی               | بابی دورفمن             |                  |
| ۲۰۱۷ | لیگ عدالت                  | لکس لوتر                |                  |
| ۲۰۱۸ | جهان قبل از پاهای شما      |                         | تهیه‌کننده اجرایی |
| ۲۰۱۸ | پروژه مرغ مگس‌خوار          | وینسنت                  |                  |
| ۲۰۱۹ | هنر دفاع شخصی              | کیسی                    |                  |
| ۲۰۱۹ | ویواریوم                   | تام                     |                  |
| ۲۰۱۹ | سرزمین زامبی‌ها: شلیک نهایی | کلمبوس                  | [ ۵ ]            |
| ۲۰۲۰ | مقاومت                     | مارسل مارسو             |                  |
| ۲۰۲۱ | لیگ عدالت زک اسنایدر       | لکس لوتر                |                  |
| ۲۰۲۱ | دوگانه                     |                         |                  |
| ۲۰۲۱ | سرخ‌پوست وحشی               |                         |                  |

## جوایز
جوایز اسکار:
| سال  | کار نامزد شده | دسته‌بندی                  | نتیجه    |
| ---- | ------------- | ------------------------- | -------- |
| ۲۰۱۱ | شبکه اجتماعی  | بهترین بازیگر نقش اول مرد | نامزدشده |

جوایز بفتا:
| سال  | کار نامزد شده | دسته‌بندی                  | نتیجه    |
| ---- | ------------- | ------------------------- | -------- |
| ۲۰۱۰ | خودش          | جایزه ستاره نوظهور بفتا   | نامزدشده |
| ۲۰۱۱ | شبکه اجتماعی  | بهترین بازیگر نقش اول مرد | نامزدشده |

جوایز گلدن گلوب:
| سال  | کار نامزد شده | دسته‌بندی                    | نتیجه    |
| ---- | ------------- | --------------------------- | -------- |
| ۲۰۱۰ | شبکه اجتماعی  | بهترین بازیگر مرد فیلم درام | نامزدشده |

جایزه انجمن بازیگران فیلم:
| سال  | کار نامزد شده | دسته‌بندی                                                         | نتیجه    |
| ---- | ------------- | ---------------------------------------------------------------- | -------- |
| ۲۰۱۱ | شبکه اجتماعی  | بهترین بازیگر مرد                                                | نامزدشده |
| ۲۰۱۱ | شبکه اجتماعی  | بهترین اجرای گروه بازیگران در فیلم درام (همراه با دیگر بازیگران) | نامزدشده |